# 3610 Декампос
3610 Декампос (3610 Decampos) — астероїд головного поясу, відкритий 5 березня 1981 року.
Тіссеранів параметр щодо Юпітера — 3,704.